# Виньковецкий сыродельный завод
Виньковецкий сыродельный завод - предприятие пищевой промышленности в посёлке городского типа Виньковцы Виньковецкого района Хмельницкой области Украины.

## История
Маслодельный завод в Виньковецком районе и молокоприёмный пункт в Виньковцах были открыты в 1939 году в соответствии с третьим пятилетним планом развития народного хозяйства СССР. В ходе боевых действий Великой Отечественной войны и немецкой оккупации (11 июля 1941 - 27 марта 1944 года) предприятие пострадало, но в дальнейшем было восстановлено и возобновило работу.
После начала освоения целинных земель оборудование ряда спиртзаводов было отправлено в Казахскую ССР. В результате, в августе 1959 года Виньковецкий маслозавод был размещён в помещениях Виньковецкого спиртзавода. В связи с расширением ассортимента выпускаемой продукции он получил новое название - Виньковецкий маслосыродельный завод.
В 1969 - 1971 гг. завод был реконструирован, в эксплуатацию был введён сыродельный цех.
В 1971 году завод производил сливочное масло, сыр, сметану, ряженку, кефир, лактозу, мороженое и пастеризованное молоко и входил в число передовых предприятий молочной промышленности СССР, его опыт был рекомендован к внедрению на других маслодельных заводах. Изготовленное на предприятии сливочное масло реализовывалось на всей территории СССР, а также продавалось на экспорт в ГДР, ЧССР и Сирию. 
В целом, в советское время завод входил в число крупнейших предприятий райцентра.
После провозглашения независимости Украины, 13 октября 1992 года вместе с 12 другими молокозаводами, маслодельными и сыродельными заводами Хмельницкой области завод был передан в коммунальную собственность Хмельницкой области.
В условиях экономического кризиса 1990х годов и ликвидации колхозных молокоприёмных пунктов положение предприятия осложнилось, а ассортимент выпускаемой продукции сократился. В дальнейшем, завод открыл собственные молокоприёмные пункты.
В мае 1995 года Кабинет министров Украины утвердил решение о приватизации завода. В апреле 1996 года государственное предприятие было преобразовано в открытое акционерное общество "Виньковецкий сырзарвод", в 1999 году - переименовано и реорганизовано в закрытое акционерное общество, а позднее - преобразовано в общество с ограниченной ответственностью.
Начавшийся в 2008 году экономический кризис осложнил положение предприятия. В 2012 году завод установил твердотопливный котёл и перешёл с использования природного газа на древесные отходы, что позволило сократить производственные расходы.

## Современное состояние
Завод производит несколько видов сыра, а также сливочное масло 73% (ДСТУ 4399:2005), шоколадное масло и спред (в монолитных брусках массой 5, 10 и 20 кг, и расфасованными в 180-граммовых и 200-граммовых упаковках).